# A pampák királya
A pampák királya (portugálul: O Rei do Gado) egy brazil telenovella, melyet 1996 és 1997 között sugároztak Brazíliában.

## Cselekmény
|  | Alább a cselekmény részletei következnek! |

A kezdeti részek a második világháború alatt játszódnak, 1940-ben. São Paulo belvárosában két olasz bevándoroló család, a Berdinazzik és a Mezengák egy földbirtok miatt vesznek össze. A két család sarja, Giovanna Berdinazzi és Enrico Mezenga egymásba szeretnek, kivívva ezzel apáik, Giuseppe és Antonio haragját. Giovanna és Enrico összeházasodnak és egy fiuk született, akit Bruno Berdinazzi Mezengának neveztek, Giovanna testvérének a tiszteletére, aki a háborúban halt meg, és aki Enrico legjobb barátja volt, a családok közötti ellenségeskedés ellenére is.
A későbbiekben már 1996-ban jár a történet. Bruno már egy ismert ültetvényes, aki a Pampák királya néven ismernek, a hatalmas nyájára célozva, amely a pampákon legel (az eredeti portugál nyelvű cím O Rei do Gado szó szerinti fordításban valójában annyit tesz A marhák királya, de mivel elég pejoratív kicsengésű lett volna a magyar nyelvben, ezért a szinkronkészítők módosítottak az elnevezésen). Nevét Bruno B. Mezenga alakban használja, nem szívesen árulja el, mi a középső neve. Nagy problémája, hogy birtokán földfoglalók portyáznak. Bruno megismerkedik Luanával, egy idénymunkással.
Luana, aki a földfoglalók táborában él, igazából Marieta Berdinazzi, a balesetben elhunyt Giacomo Berdinazzi egyetlen élő lánya, aki sok éve eltűnt már. Gyerekkorából azonban kevés emléke maradt meg. Giacomót évtizedekkel korábban testvére, Geremias semmizte ki vagyonából. Azóta Geremias kávéültetvényeiből és tejgazdaságából jelentősen meggazdagodott, lelkiismeret-furdalása miatt igyekszik felkutatni testvérét vagy legalább annak családját. Egy nap egy fiatal nő megjelenik birtokán, Marieta Berdinazzi néven bemutatkozva...

## Szereplők
| Színész(nő)      | Szerepnév                                 | Magyar hang        |
| ---------------- | ----------------------------------------- | ------------------ |
| Antônio Fagundes | Antonio Mezenga / Bruno Berdinazi Mezenga | Makay Sándor       |
| Patricia Pillar  | Luana, Marietta                           | Tóth Ildikó        |
| Glória Píres     | Rafaela Berdinazzi                        | Náray Erika        |
| Raul Cortez      | Geremias Berdinazzi                       | Kun Vilmos         |
| Fábio Assunção   | Marcos Mezenga                            | Dózsa Zoltán       |
| Guilherme Fontes | Otávio                                    | Lux Ádám           |
| Sílvia Pfeifer   | Léa Mezenga                               | Kiss Mari          |
| Mariana Lima     | Liliana Caxias                            | Zsigmond Tamara    |
| Lavínia Vlasak   | Lia Mezenga                               | Kisfalvi Krisztina |